# Tribu Wiyot
La Tribu Wiyot és una tribu reconeguda federalment dels amerindis wiyots. Són el poble aborigen de la badia de Humboldt, el riu Mad i el riu Eel.
Altres wiyots estan registrats a la ranxeria Blue Lake, a la ranxeria Rohnerville, i a la ranxeria Trinidad.

## Reserva
La reserva Wiyot o ranxeria Table Bluff està situada 16 milles al sud d'Eureka (Califòrnia). La reserva té una extensió de 88 acres amb 550 residents amerindis. Fou establerta en 1908, quan una església va donar 20 acres de terra als wiyots. La ranxeria fou reconeguda oficialment pel govern en 1981 i la tribu va comprar 102 acres més. La ranxeria està situada al comtat de Humboldt, Califòrnia. Té una alçada de 72 metres. La terra també és coneguda com la "Vella Reserva" pels wiyots.

## Govern
La Tribu Wiyot té la seu a Loleta (Califòrnia). La tribu és governada per un consell tribal de set membres escollits democràticament. El seu cap tribal actual és Ted Hernandez.

## Idioma
L'anglès és la llengua habitual de la tribu. El wiyot pertany a la branca ritwan de les llengües àlgiques. L'idioma està escrit en alfabet llatí, i s'ha publicat un diccionari i una gramàtica wiyot. El darrer parlant de wiyot com a llengua materna va morir en 1962.

## Història
Abans del contacte amb els europeus els wiyot eren aproximadament 2.000 individus. Es van trobar per primera vegada els europeus en 1802. Els colons estrangers envaïren les terres wiyot durant la febre de l'or de Califòrnia de 1849. Molts wiyots van morir en la guerra índia del riu Rogue de 1852. El 26 de febrer de 1860, mentre els wiyots estaven celebrant la seva cerimònia de renovació del món un grup d'europeus van emboscar ancians, dones i nens (massacre wiyot, ara coneguda com la massacre d'Indian Island) on ara hi és l'illa Gunther. Els joves estaven recollint els subministraments per a la cerimònia dels pròxims dies deixant el poble indefens, el que permeté a un grup d'homes d'Eureka (que havia estat planejant la massacre) de remar a través de la badia, amb qualsevol arma silenciosa que podien carregar (per no alarmar la propera ciutat). Quan els homes van tornar amb les seves famílies, només hi havia un supervivent, un nen ocult. Hi havia altres dos llogarets massacrades aquella nit. S'estima que uns 200 amerindis foren massacrats.